# Catharsius convexiusculus
Catharsius convexiusculus är en skalbaggsart som beskrevs av Shipp 1897. Catharsius convexiusculus ingår i släktet Catharsius och familjen bladhorningar. Inga underarter finns listade.